# Axel Elmblad
Axel Karl Micael Elmblad, född den 16 juni 2002, är en svensk orienterare som  började med orientering för ungefär 15 år sedan. De första åren tillhörde han OK Stigen i Värnamo, men tävlar nu sedan många år för Bredaryds skid- och orienteringsklubb, BSOK.
Elmblad deltog i det svenska juniorlandslaget vid juniorvärldsmästerskapen i orientering som hölls i Turkiet 2021 och i Portugal 2022. 2021 vann han brons på sprintdistansen, guld på medeldistans och nytt guld i stafetten (tillsammans med Noel Braun och Viktor Svensk). 2022 vann Elmblad guld på sprintdistansen.
Även vid O-ringen 2022 i Uppsala blev det en förstaplacering för Axel Elmblad när han tog hem guldmedaljen i klassen H20 elit. Han är bosatt i Göteborg.